# Як-32
Як-32 (по классификации НАТО: Mantis) — советский реактивный учебно-тренировочный самолёт, одноместная версия самолёта Як-30. Приспособленный для обратного пилотажа, Як-32 даёт возможность выполнять фигуры высшего пилотажа с длительными отрицательными перегрузками. По сравнению с Як-30 его вес уменьшен на 300 кг, а лётные характеристики улучшены. Як-32 стал первым в мире учебно-спортивным самолётом, снабжённым катапультным креслом.
В серийное производство запущен не был.

## История
На основе правительственного постановления от 4 февраля 1959 года, ОКБ Яковлева было выдано задание на создание спортивного одноместного самолёта с обозначением Як-104ПС с двигателем РУ19-300, позже переименованного в Як-32. Основное назначение самолёта — оттачивание техники выполнения полётов по маршруту, по кругу, тренировки в различных метеорологических условиях ночью и днём, выполнение фигур высшего и сложного пилотажа. Первый экземпляр построен 13 февраля 1960 года, в июне того же года изготовили ещё два самолёта. С 17 января по 27 июля проходили испытания самолётов.

## Конструкция
Конструкция Як-32 аналогична конструкции Як-30. В отличие от Як-30, у самолёта нет задней кабины. Он имел увеличенный на 45 кг запас топлива для более продолжительного обратного пилотажа, а двигатель позволял выполнять перевёрнутый полёт. Это цельнометаллический моноплан с низкорасположенным крылом, разъёмным с центропланом. Был оснащён лёгким катапультируемым креслом, имел минимальный комплект авиационного и радиотехнического оборудования. Самолёт успешно прошёл испытания. Важным качеством этих учебно-тренировочных машин является их приспособленность к эксплуатации на грунтовых аэродромах.

## Модернизированный вариант
В начале 1970-х годов Як-32 был модернизирован и получил наименование Як-32П. У него изменилась площадь элеронов и посадочных щитков, стало меньше бортового оборудования и запаса топлива, взлётный вес составлял 1800 кг. Пилотажные свойства машины улучшились.
В 1972 году Як-32П участвовал в воздушном параде в Тушино и успешно продемонстрировал каскад фигур высшего пилотажа.

## Модификации
| Название модели            | Краткие характеристики, отличия. |
| -------------------------- | --- |
| Як-32 тренировочный        | Базовая модификация. |
| Як-32 пилотажно-спортивный | Масса уменьшена на 555 кг, за счёт уменьшения запаса топлива, замены радиостанции и демонтажа некоторого оборудования. Была увеличена площадь элеронов, закрылки отсутствовали. |
| Як-32Ш                     | Проект лёгкого штурмовика. |

## Тактико-технические характеристики

### Технические характеристики

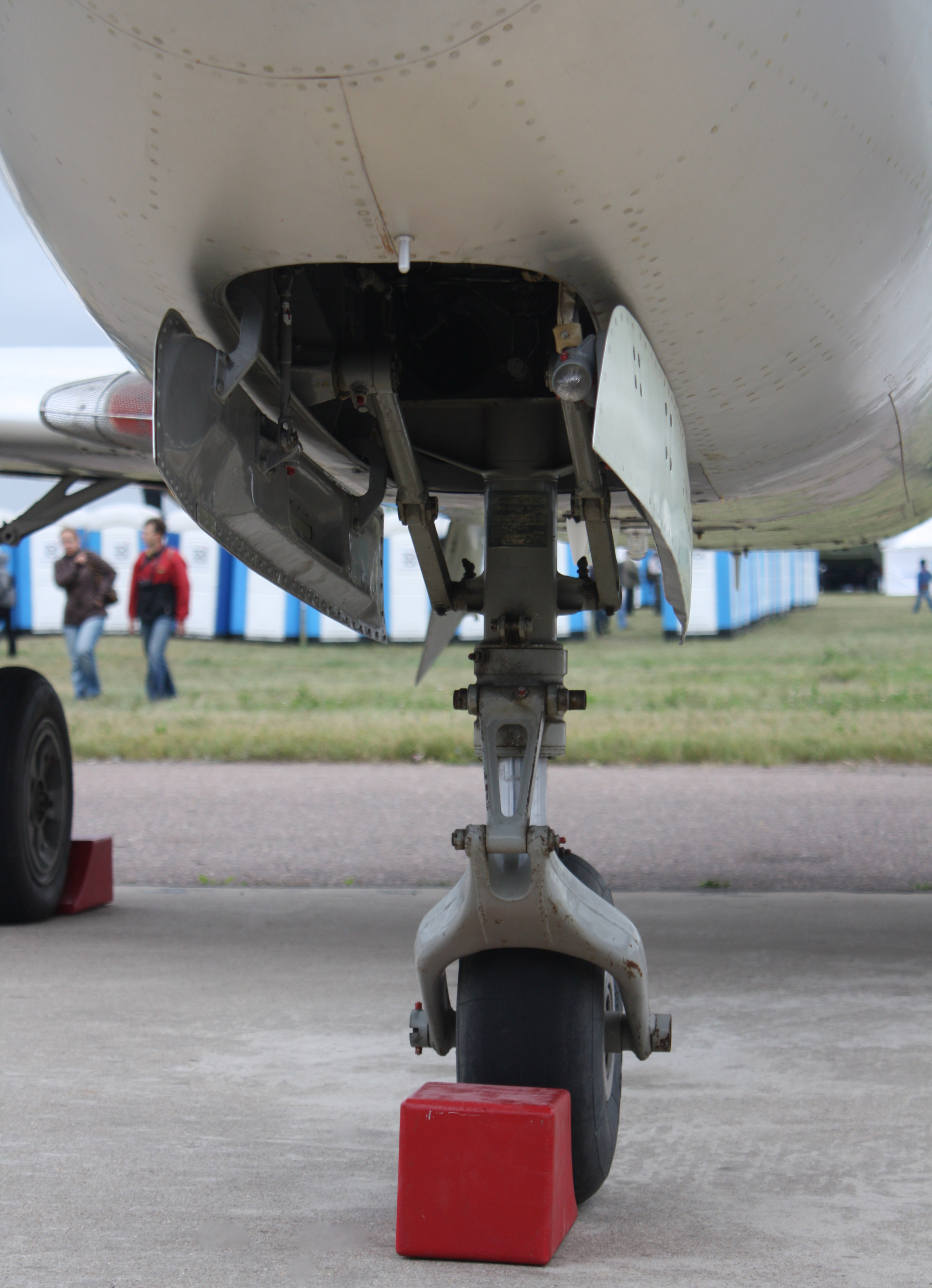
Носовая стойка шасси

- Экипаж: 1 человекНосовая стойка шасси
- Длина: 10,14 м
- Размах крыла: 9.39 м
- Площадь крыла: 14.30 м²
- Масса
  - Пустого: 1434 кг
  - Максимальная взлётная: 2255 кг
- Двигатели: 1 ТРД РУ-19-300
- Тяга: 1 х 900

### Лётные характеристики
- Максимальная скорость: 663 км/ч
- Дальность полёта: 965 км
- Практический потолок: 13 000 м

## Изображения

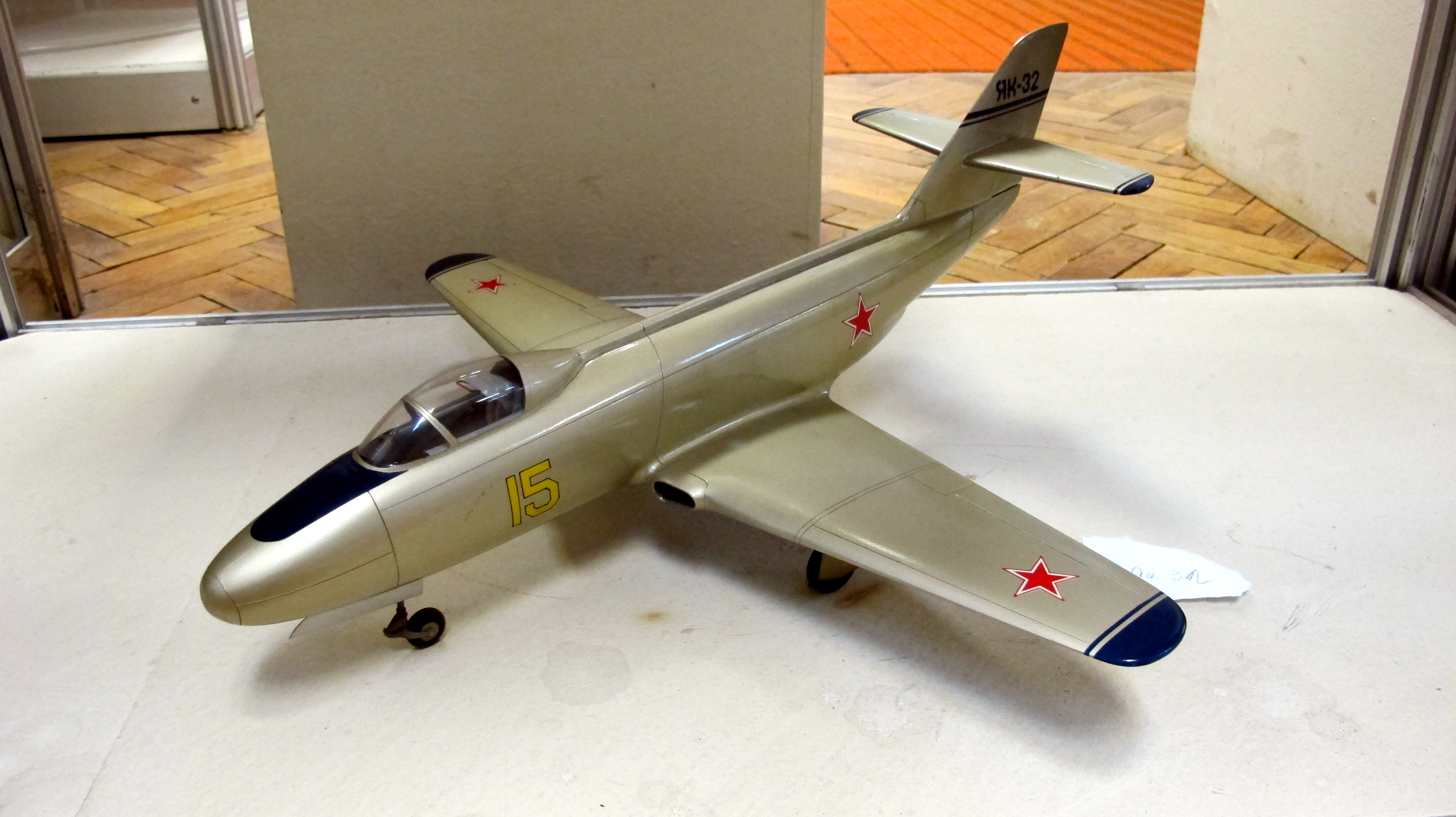
Як-32 (модель), вид сверху
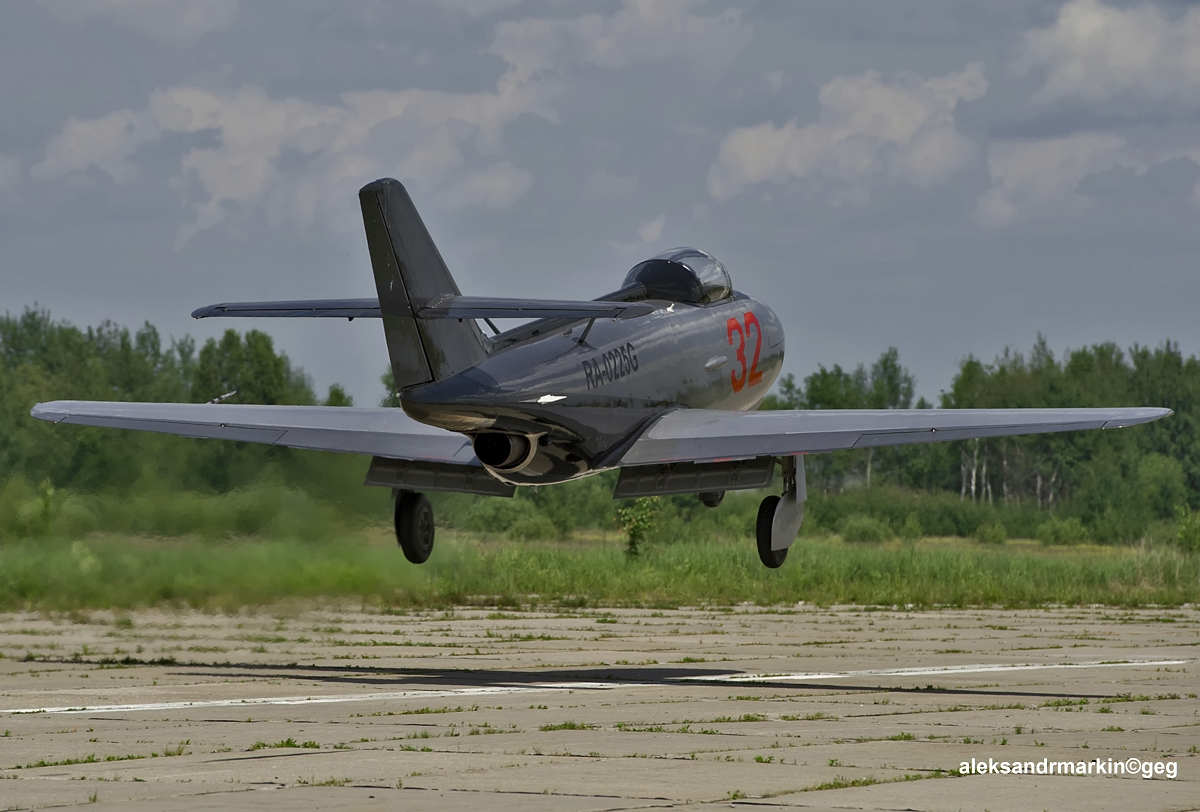
Як-32, вид с хвоста